# Anurophorus lydiae
Anurophorus lydiae är en urinsektsart som beskrevs av Lucianez och Simòn 1989. Anurophorus lydiae ingår i släktet Anurophorus och familjen Isotomidae. Inga underarter finns listade i Catalogue of Life.